# Clidiophora
Clidiophora is een geslacht van tweekleppigen uit de  familie van de Pandoridae.

## Soorten
- Clidiophora claviculata (Carpenter, 1856)
- Clidiophora cornuta (C.B. Adams, 1852)
- Clidiophora dorsorecta Valentich-Scott & Skoglund, 2010